# Ширлі Джексон
Ширлі Гарді Джексон (англ. Shirley Hardie Jackson; 1916 — 1965) — американська письменниця.

## Біографія
Народилася у Сан-Франциско, Каліфорнія; пізніше сім'я переїхала до Рочестера, Нью-Йорк. Спочатку навчалася у Рочестерському університеті, але ступінь бакалавра отримала у Сирак'юзькому університеті. Навчаючись у Сирак'юзі, брала участь у створенні університетського літературного журналу, завдяки чому зустріла свого майбутнього чоловіка Стенлі Едгара Гаймена, який згодом став визнаним літературним критиком. Гаймени оселилися у Норт Беннінґтоні, Вермонт, де Стенлі викладав у Беннінґтонському коледжі, а Ширлі продовжувала публікувати свої оповідання і романи, водночас піклуючись про дітей Лоренса (Лорі), Джоанну (Дженні) і Сару (Саллі), що здобули певну літературну славу, ставши персонажами оповідань письменниці.
Першим романом Джексон була «Дорога крізь стіну» (1948), відомі романи «Пташине гніздо», «Кат», «Сонячний годинник» вважаються багатьма, включаючи Стівена Кінга, одними з найважливіших романів жаху двадцятого сторіччя. Є у доробку письменниці й твори для дітей, однак найбільшу популярність здобула збірка оповідань «Лотерея та інші оповідання». «Лотерея» — оповідання, на яке реакція була найбурхливішою (читачі «The New Yorker», де уперше опублікували «Лотерею», відмовлялися від передплат, оповідання заборонили у Південно-Африканській Республіці), уже десятиліттями вивчається у школах Америки.
Шерлі Джексон померла в сорок вісім років уві сні від серцевої недостатності. Усе життя в неї були неврози та психосоматичні розлади, тому, можливо, лікарські препарати, які вона вживала, прискорили смерть письменниці.

## Обрані твори

### Романи
- 1948 — «Дорога крізь стіну[en]» (англ. The Road Through the Wall)
- 1951 — «Кат[en]» (англ. Hangsaman)
- 1954 — «Пташине гніздо[en]» (англ. The Bird's Nest)
- 1958 — «Сонячний годинник[en]» (англ. The Sundial)
- 1959 — «Привид будинку на пагорбі» (англ. The Haunting of Hill House)
- 1962 — «Ми завжди жили в замку» (англ. We Have Always Lived in the Castle)

### Оповідання
- 1948 — «Лотерея» (англ. The Lottery)